# Hieracium armeniacum
Hieracium armeniacum là một loài thực vật có hoa trong họ Cúc. Loài này được (Nägeli & Peter) Üksip ex Kotov mô tả khoa học đầu tiên năm 1965.